# Hampigny

Hampigny este o comună în departamentul Aube din nord-estul Franței. În 1 ianuarie 2022 avea o populație de 220 de locuitori.